# Joan Grimalt i Pocoví
Joan Grimalt Pocoví, conegut amb el sobrenom de Niu (Montuïri, 1907-1988) va ser un flabioler i mestre de cossiers que amb la seva tasca donà continuïtat a la dansa.
Nasqué el 28 de gener de 1907 dins una família amb tradició glosadora. Assistí els vespres a escola i desenvolupà oficis tan diversos com els de porquer, jardiner, pagès, carboner, tallador de pins, marjaler, picapedrer o empeltador. Mestre Joan Niu també practicà la glosa de picat i humorística, a més de tocar a la banda del poble. S'ha de destacar la seva amistat amb l'escriptor algaidí, resident a Montuïri, Pere Capellà.

L'amo Joan Niu entrà aproximadament amb tretze anys a ser ballador dels cossiers, però abans quan en tenia vuit ja havia après les tonades amb un veí seu que era mestre de la dansa. Construí un flabiol ell mateix i de manera autodidacta aprengué a tocar l'instrument, llavors quan fou necessari un nou sonador hi afegí el tambor i es convertí en el flabioler dels cossiers de Montuïri. La seva tasca com a continuador d'aquesta dansa en els difícils anys del Franquisme, especialment quan pobles veïns perdien la tradició, va fer que fos considerat el revitalitzador dels cossiers.
L'octubre de 1979 va rebre un homenatge al seu poble natal amb un concert de la banda de música i l'actuació dels cossiers, també el carrer on va viure s'anomena "Carrers des cossiers". Morí el 14 d'abril de 1988 i en el funeral de l'endemà els cossiers ballaren de paisà davant les seves despulles a la Plaça Major on el poble l'acomiadava. Aquest és un fet totalment inèdit i només s'ha repetit en el funeral del pare Martorell